# Betina Viany
Elisabeta Veiga Fialho, mais conhecida como Betina Viany (Rio de Janeiro, 30 de setembro de 1950), é uma atriz brasileira.

## Biografia
Filha do cineasta Alex Viany (um dos precursores do Cinema Novo) e irmã da atriz  Bibi Viany. Casada com o cenógrafo Edward Monteiro.
Iniciou a carreira na televisão em 1973, na TV Record, de São Paulo, quando atuou na novela Venha Ver o Sol na Estrada.
Em 1978, participou na Rede Globo Sinal de Alerta. Em 1983, atuou  em Eu Prometo. Em 1987 no Direito de Amar e em 1988 em Mandala. Em 1989, transferiu-se para a Rede Manchete e participou de Kananga do Japão no papel de Olga Benário.
Em 1990, ainda na Manchete, fez: A História de Ana Raio e Zé Trovão. Em 1991, voltou para a Globo e participou da minissérie Meu Marido. No mesmo ano participou da novela globalO Dono Do Mundo e da  na novela Amazônia da Manchete. Onde também fez em 1993, Família Brasil.
Em 1994, na Globo, fez: "Quatro por Quatro". Em 1995, fez: Engraçadinha,Seus Amores e Seus Pecados e ainda a novela vespertina Malhação. Em 1996 participou do programa Caça Talentos e em 1998 de Torre de Babel.
Participou das minisséries O Quinto dos Infernos(2002), Amazônia, de Galvez a Chico Mendes (2007) e Tudo Novo de Novo (2009).
Em agosto de 2007 Betina idealizou e iniciou o Projeto Memória-Mestres que visa registrar, em DVD, a trajetória de importantes e renomados artistas e técnicos brasileiros que contribuíram para a história das artes cênicas de nosso país).
Sempre ligada ao pai participou em 2008 do curta Nós Somos um Poema a história da quase desconhecida parceria de dois gênios da música popular brasileira, Pixinguinha e Vinicius de Moraes. A convite de Alex Viany, a dupla compôs a trilha sonora de seu filme - SOL SOBRE A LAMA - produzido na Bahia, em 1963.
Alguns dias antes (08/05/2010) um incidente inusitado aconteceu. Betina  iria apresentar a peça Monólogos da Vagina no Teatro Calil Haddad  em Maringá, mas junto com a produtora e atriz Vera Setta, e a advogada e assessora Maria Domenica foram barradas na porta do Teatro e tiverem que esperar até que uma questão entre a produção da peça e a administração do teatro fosse resolvida..

## Filmografia

### Televisão
| Ano  | Título                             | Personagem                      | Notas                                   |
| ---- | ---------------------------------- | ------------------------------- | --------------------------------------- |
| 1973 | Venha Ver o Sol na Estrada         | Solange                         |                                         |
| 1978 | Sinal de Alerta                    | Justina                         |                                         |
| 1983 | Caso Especial                      | Vera                            | Episódio: "Adeus, Marido Meu"           |
| 1983 | Caso Especial                      | Marília                         | Episódio: "Damas, Valete e Crime"       |
| 1983 | Eu Prometo                         | Zélia                           |                                         |
| 1987 | Direito de Amar                    | Nanete                          |                                         |
| 1988 | Mandala                            | Ondina /Madame Lorraine         |                                         |
| 1990 | Kananga do Japão                   | Olga                            |                                         |
| 1991 | Amazônia                           | Janete                          |                                         |
| 1991 | Ana Raio e Zé Trovão               | Letícia Ferreira                |                                         |
| 1991 | O Dono do Mundo                    | Mariana                         |                                         |
| 1991 | Meu Marido                         | Juíza                           |                                         |
| 1994 | Confissões de Adolescente          | Ofélia                          |                                         |
| 1994 | Quatro por Quatro                  | Clara                           |                                         |
| 1995 | Engraçadinha                       | Tia Adelaide                    |                                         |
| 1996 | Caça Talentos                      | Fada Violeta                    |                                         |
| 1996 | Você Decide                        | —                               | Episódio: "Elvis ou Elvira"             |
| 1996 | Você Decide                        | —                               | Episódio: "Sonho Olímpico"              |
| 1998 | Torre de Babel                     | Dina                            |                                         |
| 1999 | Você Decide                        | —                               | Episódio: "O Tesouro da Juventude"      |
| 2000 | Malhação                           | Madalena                        |                                         |
| 2001 | Brava Gente                        | Fanny                           | Episódio: "A Sonata"                    |
| 2002 | Malhação                           | Dora Miranda                    |                                         |
| 2002 | O Quinto dos Infernos              | Escolástica                     |                                         |
| 2007 | Amazônia, de Galvez a Chico Mendes | Aída                            |                                         |
| 2008 | Beleza Pura                        | Madre Superiora                 |                                         |
| 2009 | Tudo Novo de Novo                  | Psicóloga                       | Episódio: "Tubulência na Casa de Clara" |
| 2012 | Do Amor                            | Psicóloga                       | Episódio: "O Início e o Fim"            |
| 2013 | Detetives do Prédio Azul           | Dona Teodora                    | Episódio: "A Dona do Prédio"            |
| 2014 | Geração Brasil                     | Irmã Francisca                  |                                         |
| 2015 | I Love Paraisópolis                | Rafaela                         |                                         |
| 2017 | Enredo de Bamba                    | Dona Tarozinha /Dona Silvaléria |                                         |
| 2018 | Tô de Graça                        | Laura                           | Episódio: "Descarga Pesada"             |
| 2020 | Desalma                            | Irmã Benedites Boiko            | Episódio: "Tradições"                   |
| 2025 | Dona de Mim                        | Maya                            |                                         |

### Cinema
| Ano  | Título                                  | Personagem           | Notas          |
| ---- | --------------------------------------- | -------------------- | -------------- |
| 1968 | Edu, Coração de Ouro                    | Jovem                |                |
| 1973 | A Noite do Desejo                       | Ivete                |                |
| 1976 | Luz, Cama, Ação!                        | Glorinha             |                |
| 1977 | A Casa das Tentações                    | Cantora/Demônio      |                |
| 1980 | A Noiva da Cidade                       | Lindalva             |                |
| 1980 | O Grande Palhaço                        | Suburbana            |                |
| 1980 | O Iluminado                             | Wendy Torrance (voz) | Dublagem       |
| 1988 | Jardim de Alah                          |                      |                |
| 1989 | Dias Melhores Virão                     | Janete               |                |
| 1992 | Perigo Negro                            | Costureira           | Curta-metragem |
| 1998 | Menino Maluquinho 2 - A Aventura        | Margarida            |                |
| 2016 | Fantasia Improviso - Primeiro Movimento |                      | Curta-metragem |

## No Teatro
- 1970 - Hair
- 1972 - A Viagem
- 1972 - Capital Federal
- 1974 - Fernando Pessoa
- 1975 - Rocky Horror Show
- 1975 - Crime Delicado
- 1976 - Equus
- 1977 - Torre de Babel
- 1979 - Fando e Lis
- 1979 - É...
- 1980 - Órfãos de Jânio
- 1980 - Pequenos Burgueses
- 1983 - Apenas Bons Amigos
- 1985 - O Corsário do Rei (musical)
- 1986 - O Falcão Peregrino
- 1986 - Por que Eu?
- 1989 - 1789
- 1992 - Música Divina Música
- 1993 - Macbeth
- 2000 - Os Monólogos da Vagina—Atriz e Assistente de direção
- 2005 - Um Caminho para Dois—Assistente de direção

## Ligações Externas
- Betina Viany. no IMDb.